# Carl Ludwig Siegel
Carl Ludwig Siegel   (Berlín, 31 de desembre de 1896 - Göttingen, 4 d'abril de 1981) va ser un matemàtic especialitzat en la teoria de nombres.

## Biografia
Siegel va néixer a Berlín, on es va matricular a la universitat de Berlín el 1915 com a estudiant de matemàtiques, astronomia i física. Entre els seus professors es comptaven Max Planck i Ferdinand Georg Frobenius. Sota la influència del darrer, el jove Siegel va abandonar l'astronomia per fer només matemàtiques, especialitzant-se en teoria de nombres.
El 1917 va ser mobilitzat per l'exèrcit alemany durant la Primera Guerra Mundial i va haver d'interrompre els seus estudis. Va ser declarat inútil per al servei, amb molta alegria per la seva part, ja que era antimilitarista. El 1919 va reprendre els seus estudis a la universitat de Göttingen, sota la direcció d'Edmund Landau, qui va ser el seu tutor de tesi doctoral el 1920. Els cursos següent, es va quedar a Göttingen com docent i assistent de recerca; molts dels seus resultats més importants van ser publicats durant aquest període. El 1922, va ser nomenat professor de la Universitat de Frankfurt.

## Carrera
El 1938, va tornar a Göttingen abans d'emigrar el 1940 a través de Noruega als Estats Units, on es va incorporar a l'Institut d'Estudis Avançats de Princeton, on ja havia passat un any sabàtic el 1935. La decisió d'emigrar va ser fruit del seu antimilitarisme que el feia sentir molt malament a l'Alemanya Nazi. Va tornar a Göttingen només després de la Segona Guerra Mundial, quan va acceptar un lloc com a professor el 1951, que va mantenir fins a la seva jubilació el 1959, tot i que va seguir com professor emèrit fins al 1967.
Els treballs de Siegel en teoria de nombres i en equacions diofàntiques li van fer guanyar nombrosos honors. El 1978, va ser guardonat amb el premi Wolf en Matemàtiques, un dels més prestigioses en el seu camp.